# NGC 4245
NGC 4245是一个位于后发座的透鏡狀星系，1785年3月13日由威廉·赫歇爾发现，属于后发座I星系群。